# Mistrovství Jižní Ameriky ve fotbale 1927
Mistrovství Jižní Ameriky ve fotbale 1927 bylo 11. mistrovství pořádané fotbalovou asociací CONMEBOL. Vítězem se stala Argentinská fotbalová reprezentace.

## Tabulka
| Tým       | Z | V | R | P | VG | IG | +/- | B |
| --------- | - | - | - | - | -- | -- | --- | - |
| Argentina | 3 | 3 | 0 | 0 | 15 | 4  | +11 | 6 |
| Uruguay   | 3 | 2 | 0 | 1 | 15 | 3  | +12 | 4 |
| Peru      | 3 | 1 | 0 | 2 | 4  | 11 | -7  | 2 |
| Bolívie   | 3 | 0 | 0 | 3 | 3  | 19 | -16 | 0 |

- Týmy  Chile,  Paraguay a  Brazílie se vzdaly účasti.

## Zápasy
| 30. října 1927                                                          |     |             |                                       |
| Argentina                                                               | 7:1 | Bolívie     | Estadio Nacional, Lima diváci: 15 000 |
| Luna 18' 56' Carricaberry 20' 36' Recanattini 24' (pen.) Seoane 29' 79' |     | Alborta 42' | Estadio Nacional, Lima diváci: 15 000 |

| 1. listopadu 1927                        |     |      |                                       |
| Uruguay                                  | 4:0 | Peru | Estadio Nacional, Lima diváci: 22 000 |
| Ulloa 49' (vl.) Sacco 52' 71' Castro 75' |     |      | Estadio Nacional, Lima diváci: 22 000 |

| 6. listopadu 1927                                                           |     |         |                                      |
| Uruguay                                                                     | 9:0 | Bolívie | Estadio Nacional, Lima diváci: 6 000 |
| Petrone 18' 65' 81' Figueroa 19' 67' 69' Arremón 43' Castro 68' Scarone 86' |     |         | Estadio Nacional, Lima diváci: 6 000 |

| 13. listopadu 1927                      |     |                    |                                       |
| Peru                                    | 3:2 | Bolívie            | Estadio Nacional, Lima diváci: 14 000 |
| Neyra 31' Sarmiento 41' Montellanos 43' |     | Bustamente 13' 14' | Estadio Nacional, Lima diváci: 14 000 |

| 20. listopadu 1927                                  |     |                 |                                       |
| Argentina                                           | 3:2 | Uruguay         | Estadio Nacional, Lima diváci: 26 000 |
| Recanattini 56' (pen.) Luna 70' Canavessi 85' (vl.) |     | Scarone 33' 79' | Estadio Nacional, Lima diváci: 26 000 |

| 27. listopadu 1927                              |     |               |                                       |
| Argentina                                       | 5:1 | Peru          | Estadio Nacional, Lima diváci: 15 000 |
| Ferreira 1' 30' Maglio 22' 25' Carricaberry 38' |     | Villanueva 3' | Estadio Nacional, Lima diváci: 15 000 |